# 양창식
양창식(梁昶植, 1930년 3월 15일~2018년 4월 10일)은 대한민국의 정치인으로, 제11·12·14대 국회의원을 지냈다. 전북 남원 출생이다.
육군사관학교(제10기)를 졸업하였다. 농업에 종사하다 1981년 제11대 총선 전북 제5선거구(임실군·남원군·순창군)에서 당선되었다. 1985년 제12대 총선 전북 제5선거구(남원시·임실군·남원군·순창군)에서 재선에 성공했다. 1988년 제13대 총선에서는 낙선하였으며, 1992년 제14대 총선 전북 남원시·남원군에서 당선되며 3선 국회의원이 되었다.
1993년에는 제14대 대통령직인수위원회의 인수위원으로 활동하였다. 이후 1996년 제15대 총선에서 전북 남원시 지역구에 출마, 낙선하였다.

## 학력
- 주생공립국민학교 졸업
- 남원공립농업학교 졸업
- 육군사관학교 제10기 졸업과 동시에 임관
- 강원대학교 정경학부(學士) 동국대 행정대학원(행정학석사)
- 고려대학교 자연자원 대학원 수료
- 경남대학교 북한대학원 수료

## 경력
- 국회 교통체신 상임위 위원장(12대)
- 국회 농림수산 상임위 위원장(14대)
- 제14대 대통령직 인수위원[1]
- 한일의원연맹 경과위원장(경제과학)
- 한일의원연맹 회장
- 민정당, 민자당 전북도지부위원장(10여년)
- APPU한국대표, 제12,14대 예산결산위원

## 역대 선거 결과
|  | 42.42% |

|  | 43.36% |

|  | 30.97% |

|  | 34.19% |

|  | 31.56% |

## 가족 관계
- 배우자: 박인옥(~2017년 9월 17일)

## 같이 보기
- 남원시의 국회의원
- 순창군의 국회의원
- 임실군의 국회의원